# Fontenay-en-Parisis
Fontenay-en-Parisis é uma comuna francesa na região administrativa da Ilha de França, no departamento do Vale do Oise. Estende-se por uma área de 10.84 km². Em 2010 a comuna tinha 2 004 habitantes (densidade: 184,9 hab./km²).